# Liborius Ndumbukuti Nashenda
Liborius Ndumbukuti Nashenda OMI (ur. 7 kwietnia 1959 w Oshikuku) – namibijski duchowny katolicki, arcybiskup Windhuku od 2004.

## Życiorys
Święcenia kapłańskie otrzymał 25 czerwca 1988 w zgromadzeniu misjonarzy oblatów.

## Episkopat
5 listopada 1998 papież Jan Paweł II mianował go biskupem pomocniczym archidiecezji Windhuk z tytularną stolicą Pertusa. Sakry biskupiej udzielił mu 7 lutego 1999 ówczesny ordynariusz archidiecezji Windhuk - arcybiskup Bonifatius Haushiku. 21 września 2004 ten sam papież mianował go ordynariuszem archidiecezji Windhuk. Urząd objął w dniu 14 listopada 2004.